# HD 6434
HD 6434 é uma estrela na constelação de Phoenix. Tem uma magnitude aparente visual de 7,71, sendo invisível a olho nu. De acordo com sua paralaxe medida pela sonda Gaia, está localizada a uma distância de 138 anos-luz (42,4 parsecs) da Terra.
HD 6434 é uma estrela subgigante de classe G, sendo menos massiva que o Sol porém maior e mais luminosa. Um membro do disco espesso da Via Láctea, possui uma baixa concentração de metais e uma idade avançada de 11 bilhões de anos. Em 2000, foi descoberto um planeta extrassolar orbitando a estrela com um período de 22 dias. Existem evidências para a existência de segundo planeta mais afastado.

## Características
Esta estrela é classificada como uma subgigante de classe G com um tipo espectral de G3IV, o que indica que é uma estrela evoluída próxima do fim da fase de sequência principal. Modelos evolucionários indicam que HD 6434 tem uma massa de 89% da massa solar e um raio de 114% do raio solar, e que é velha com uma idade de cerca de 11 bilhões de anos. A estrela está brilhando com 127% da luminosidade solar, conforme determinado pela distância precisa da sonda Gaia. Sua fotosfera irradia essa energia a uma temperatura efetiva de aproximadamente 5 700 K, um valor similar ao solar que dá à estrela a coloração amarelada típica de estrelas de classe G.
Uma característica notável de HD 6434 é a sua baixa metalicidade, a abundância de elementos além de hidrogênio e hélio, com uma abundância de ferro de apenas 25% da solar ([Fe/H] = -0,61). A estrela não segue a tendência de que estrelas com planetas gigantes tendem a ser ricas em metais. Sua baixa metalicidade, idade avançada e alta abundância relativa de magnésio indicam que ela é um membro do disco espesso da Via Láctea.

## Sistema planetário
Em 2000, foi descoberto um planeta extrassolar orbitando HD 6434, detectado pelo método da velocidade radial a partir de observações do espectrógrafo CORALIE, instalado no Telescópio Leonhard Euler, no Observatório de La Silla. A descoberta, que só foi publicada em um jornal científico em 2004, baseou-se em 130 dados de velocidade radial coletados ao longo de um período de mais de quatro anos, revelando variações que não podem ser explicadas como rotação estelar e correspondem ao movimento orbital de um planeta. A estrela continuou sendo monitorada pelo CORALIE, e em 2015 foi publicada uma solução orbital atualizada baseada em cerca de 15 anos de observação. Essa solução orbital inclui também uma tendência linear, que se confirmada por mais observações indica a presença de um corpo adicional no sistema.
O planeta, denominado HD 6434 b, é um gigante gasoso com uma massa mínima de 44% da massa de Júpiter. Está orbitando a estrela a uma distância média de 0,15 UA com um período de 22 dias e uma excentricidade de 0,15. Orbitando relativamente próximo da estrela, ele tinha uma probabilidade de trânsito de 4%, mas observações fotométricas descartaram esse cenário.
| Planeta | Massa           | Semieixo maior (UA) | Período orbital (dias) | Excentricidade |
| ------- | --------------- | ------------------- | ---------------------- | -------------- |
| b       | >0,44 ± 0,01 MJ | 0,148 ± 0,002       | 22,0170 ± 0,0008       | 0,146 ± 0,025  |